# Nasty
«Nasty» («Вульгарный») — песня, написанная американской певицей Джанет Джексон и продюсерами Джимми Джемом и Терри Льюисом. Была выпущена лейблом A&M, как второй сингл из её третьего студийного альбома Control (1986). Сингл достиг 3-го места в американском чарте Billboard Hot 100 и 1-го в R&B чарте и был сертифицирован как золотой в США. В других странах композиция смогла попасть в топ-10 национальных чартов Германии, Канады, Нидерландов, Новой Зеландии и Швейцарии.
Песня была написана об отрицательном отношении Джексон к вульгарным парням. В строчках композиции она пела, что не любит вульгарных парней и вульгарные разговоры, предпочитая исключительно «вульгарный грув». Строчка из песни — «My first name ain’t baby, it’s Janet — Miss Jackson if you’re nasty» — стала со временем известной крылатой фразой, часто используемой в поп-культуре в различных формах.
Песня получила награду за Лучший Соул/R&B сингл на премии American Music Award в 1987 году. «Nasty» стала 30-й в списке «100 лучших песен последних 25 лет» по версии канала VH1. В 2006-м канал включил композицию в список «100 величайших песен 1980-х», 45-й в списке «100 величайших песен 80-х» по версии того же канала и 79-й в списке журнала Rolling Stone «100 величайших поп-песен». Бритни Спирс исполняла «Nasty» и «Black Cat» во время её тура ...Baby One More Time Tour и многократно отсылалась на эту песню в своей карьере.

## Предыстория
В 1982—1984 гг. Джексон записала два неудачных альбома, продюсированием которых занимался её отец Джозеф. Исполнительница постоянно конфликтовала с продюсерами и пыталась вырваться из под опеки своего отца. Она объясняла свою позицию: «Я выступала в телевизионном шоу, которое я абсолютно ненавидела — Fame. Я не хотела записывать [первый альбом, Janet Jackson]. Я хотела пойти в колледж. Но я сделала это ради моего отца…» Помимо профессиональных неурядиц, она также воспротивилась воле своей семьи, когда вышла замуж за Джеймса Дебарже в 1984 году. Джексоны были настроены против этих отношений, отмечая незрелость Дебарже и его увлечение наркотиками. Джанет вскоре ушла от него, и их брак был аннулирован в конце 1985 года.
В итоге Джексон уволила своего отца и наняла Джона Макклейна, на тот момент главного президента отдела артистов и репертуара и генерального менеджера A&M Records. Комментируя своё решение, она говорила, что «просто хотела уйти из дома, из-под гнёта отца, и это было одной из самых трудных задач, которые мне предстояло выполнить: сказать ему, что больше не хочу работать с ним». Вскоре Макклейн представил её продюсерскому дуэту Джэймса «Джимми Джэма» Харриса и Терри Льюиса, с которыми Джексон начала записывать Control. На создание песни повлиял инцидент, который произошёл с певицей в Миннеаполисе, где шла запись. Джексон вспоминала, пока записывался альбом, её однажды напугали мужчины, околачивавшиеся возле её отеля. Она говорила: «Я возвращалась домой, когда двое парней стали преследовать меня на улице… Вместо того, чтобы побежать за помощью к Джимми или Терри, я приняла боевую стойку. И они отступили. Так родились песни „Nasty“ и „What Have You Done for Me Lately“ — из чувства самозащиты».
В августе 1999 года Мисси Эллиотт рассказала, что работает с Джексон над новым ремиксом на песню «Nasty» с рабочим названием «Nasty Girl 2000». В следующем году близкая подруга Эллиотт Алия присоединилась к работе над песней, однако, по неизвестным причинам, запись так и не увидела свет.

## Музыкальное видео
Видео на песню сняла Мэри Ламберт, над хореографией работала Пола Абдул.

## Живые выступления
Джексон исполняла песню во время всех её туров: Rhythm Nation 1814 Tour, Janet World Tour, The Velvet Rope Tour, All for You Tour, Rock Witchu Tour и Number Ones, Up Close and Personal. Она также спела песню на Шоу Опры Уинфри, Шоу Эллен Дедженерес, финале American Idol в 2010 году, премии «Грэмми» 1987 года и Billboard Music Award.

## Влияние
Строчка из песни — «No, my first name ain’t 'baby', it’s Janet! Miss Jackson if you’re nasty!» — стала со временем известной крылатой фразой, часто используемой в поп-культуре в различных формах.
Сингл группы Panic! at the Disco «Miss Jackson» назван в честь Джанет, а в припеве на строчках «Miss Jackson, Are you nasty?» отсылается на «Nasty». Песня была выпущена в июле 2013 года, став первым синглом с их четвертого альбома «Too Weird to Live, Too Rare to Die!».
В 1990 году, после победы Цинциннати Редс на Мировой серии 1990 года, питчеров Норма Чарлтона, Роба Диббла и Рэнди Майерса стали называть Nasty Boys.
Канал USA Network использовал «Nasty» в промороликах седьмого сезона сериала Ясновидец.
Бритни Спирс многократно отсылалась на «Nasty» в своей карьере.
- Спирс исполнила кавер-версии песен «Nasty» и «Black Cat» во время тура «…Baby One More Time Tour»[18].
- Выкрик «Stop!» в сингловой версии песни «(You Drive Me) Crazy» — аллюзия на Джанет, говорящую «Stop!» в музыкальном видео на «Nasty». Название сингловой версии — «The Stop! Remix» — также отсылка на «Nasty». Танцы с использованием стульев, в свою очередь, являются отсылкой на другое видео Джексон — Miss You Much.
- В песне Спирс «Boys», выпущенной как четвёртый сингл с её альбома Britney, есть отсылки к «Nasty» в строчках «get nasty», а Entertainment Weekly описал песню как «обновленную версию Джанет Джексон 80-х»[19].
- В песне «Break the Ice», третьем сингле с пятого альбома Спирс Blackout, также есть аллюзия на Джексон: строчка «I like this part» Спирс — «I love this part» в «Nasty». MTV прокомментировал это, отмечая, что "Спирс останавливает песню и поет, «I like this part / It feels kind of good», подражая Джанет Джексон в «Nasty», официальный сайт Спирс также описал, что она "останавливает песню а-ля Джанет Джексон, чтобы сказать, «I like this part. It feels kind of good»[20][21].
- Первая сцена видео «Ooh La La» Бритни — аллюзия на видео Джанет «Nasty»; сайт MSN Music сказал, что «Клип на песню — это более дружественная и детская версия видео Джанет Джексон „Nasty“ со Спирс и её детьми в кино, которые видят как мама внезапно появилась на экране»[22].

## Список композиций
U.S., UK, and European 7" single
A. «Nasty» (Edit of Remix) — 3:40
B. «You’ll Never Find (A Love Like Mine)» — 4:08
U.S. and European 12" single
Australian limited edition 12" single
A1. «Nasty» (Extended) — 6:00
B1. «Nasty» (Instrumental) — 4:00
B2. «Nasty» (A Cappella) — 2:55
U.S. and European 12" single — Cool Summer Mix Parts I and II
A. «Nasty» (Cool Summer Mix Part I) — 7:57
B. «Nasty» (Cool Summer Mix Part II) — 10:09
UK 12" single
A1. «Nasty» (Extended) — 6:00
B1. «Nasty» (Instrumental) — 4:00
B2. «You’ll Never Find (A Love Like Mine)» — 4:08

## Официальные версии / ремиксы
- Album Version — 4:03
- A Cappella — 2:55
- Cool Summer Mix Part I — 7:57
- Cool Summer Mix Part II — 10:09
- Edit of Remix — 3:40
- Extended — 6:00
- Instrumental — 4:00

## Позиции в хит-парадах
| Чарт (1986)                        | Высшая позиция |
| ---------------------------------- | -------------- |
| Australian Kent Music Report       | 17             |
| Austrian Singles Chart             | 21             |
| Belgian Singles Chart (Flanders)   | 4              |
| Canadian Singles Chart             | 8              |
| Dutch Top 40                       | 5              |
| French Singles Chart               | 99             |
| German Singles Chart               | 9              |
| Italian Singles Chart              | 14             |
| Irish Singles Chart                | 20             |
| New Zealand Singles Chart          | 8              |
| Swiss Singles Chart                | 8              |
| UK Singles Chart                   | 19             |
| US Billboard Hot 100               | 3              |
| US Billboard Hot R&B/Hip-Hop Songs | 1              |
| US Billboard Hot Dance Club Songs  | 2              |

| Чарт (1986)                                 | Позиция |
| ------------------------------------------- | ------- |
| США (Billboard Top Black Singles)           | 5       |
| США (Billboard Top Dance Club Play Singles) | 23      |
| США (Billboard Top Dance Sales Singles)     | 23      |
| США (Billboard Top Pop Singles)             | 58      |